# Петирова, Петимат Руслановна
Петимат Руслановна Петирова (чечен. Петирова ПетӀмат) (род. 12 февраля 1982 года, с. Элистанжи, Веденский район, Чечено-Ингушская АССР) — чеченская поэтесса и журналист, является членом Союза писателей Чеченской Республики и членом Союза журналистов Чеченской Республики. С октября 2017 года — главный редактор литературно-художественного журнала «Гоч».

## Биография
В 1998 году окончила Элистанжинскую среднюю школу, а в 2004 — филологический факультет Чеченского Государственного университета.

### Карьера
Несколько лет проработала учительницей русского языка и литературы в селе Хаттуни. С 2006 года работала в книжном издательстве в Грозном.
Петимат Петирова в свободное от работы время занимается любимым делом — пишет стихи. Свой первый сборник поэтесса выпустила ещё в 2009 году. Петимат пишет только на чеченском. С 2008 по 2017 гг. Петимат занимала должность заместителя главного редактора газеты «Зори ислама».
В 2006—2008 годы работала в книжном издательстве в городе Грозном. Стихи Петимат публикуется в журналах «Нана», «Орга», «Вайнах», «СтелаӀад» (Радуга) и в газетах «Исламан зӀаьнарш», (Зори Ислама) «Даймохк», «Хьехархо», в юмористическо-сатиристическом журнале «ЗӀуга» (Оса). Пробует себя в прозе, поэзии и публицистике. Стихи и рассказы Петимат вошли в такие сборники, как «МаргӀалш» (Хворостинки), «Чеченский рассказ». Вышел в свет сборник её стихов «Сатийсаман заза» (Расцвет ожидания).
В 2015 году вышла статья научного сотрудника, кандидата филологических наук Х. Ш. Яндарбиева под названием «Цвет надежды чеченской поэзии» посвящённая исследованию творчества поэтессы. До прихода в поэзию она работала учителем, журналистом и уже имела определённый жизненный опыт.
В 2017 году Петимат выступила с идеей возобновить работу литературно-художественного журнала «Гоч». Обновленный журнал вышел тиражом в 999 экземпляров. Первый номер обновленного журнала «Гоч» был издан на личные средства Петимат. Журнал и в настоящее время не финансируется государством. Тексты на чеченский язык переводили Петимат и её коллеги — чеченские поэты и писатели. Петимат является членом Союза писателей Чеченской Республики, членом Союза журналистов Чеченской Республики.